# Військово-медичний клінічний центр Кримського регіону
Військово-медичний клінічний центр Кримського регіону (ВМКЦ КР) — колишній український військово-медичний заклад (шпиталь) у місті Севастополь, багатопрофільний клінічний, лікувально-діагностичний центр в якому лікувалися військовослужбовці, ветерани Збройних Сил, та всі охочі цивільні пацієнти.

## Історія

### Роки незалежності
Щорічно в Військово-медичний клінічний центр Кримського регіону приймав на стаціонарне лікування понад 8 тисяч пацієнтів.

### Після окупації Криму
16 березня 2014 року, в другій половині дня люди з так званої "самооборони Криму" заблокували Військово-медичний клінічний центр Кримського регіону. У всіх трьох виїздів з Центру були встановлені блок-пости, з території медцентру не випускали автомобілі.
Близько 40 українських військових фахівців-медиків з центру не зрадили присязі України та вийшли з окупованої території і продовжили службу в різних частинах медичної служби Збройних Сил України. Проте більша частина, переважно мешканці Криму та ті хто мав родини з місцевих, після агітації зі сторони російських військовиків та козачків, пристали на пропозиції окупантів продовжити службу, як зрадники, вже в інтересах російської окупаційної армії.
У березні у відповідності до директиви МО РФ від 31 березня 2014 року № Д-18дсп на базі Кримського ВМКЦ був сформований 85-й військовий госпіталь. У травні того ж року, відповідно до директиви Генштабу ЗС РФ від 19 травня 2014 року №314/6/2460 переформований у філію №1 1472-го Військово-морського клінічного госпіталю. 

## Структура (до 2014 р.)
- 57-й військовий мобільний госпіталь (Севастополь)
- 386-й базовий військовий госпіталь імені Святителя Луки (Сімферополь, в/ч А4614)
- 540-й центральний військово-морський госпіталь (Севастополь, в/ч А1716)
- Центр реабілітації, санаторного лікування та спеціальної підготовки особового складу ВМС і ВПС (Судак, в/ч А1883)
- Центр медичної реабілітації та санаторного лікування «Феодосійський» (Феодосія, в/ч А1370)
- Центр медичної реабілітації та санаторного лікування «Крим» (Партеніт, в/ч А0360)
- Центральний дитячий клінічний санаторій (Євпаторія, в/ч А1514)

## Керівництво
Начальники військово-медичного клінічного центру:
- полковник м/с Данильчук Ігор Афанасійович (2010 — 2013[7])